# Tmarus malleti
Tmarus malleti es una especie de araña cangrejo del género Tmarus, familia Thomisidae.

## Distribución
Esta especie se encuentra en África Central y Oriental.